# Reifenwaschanlage

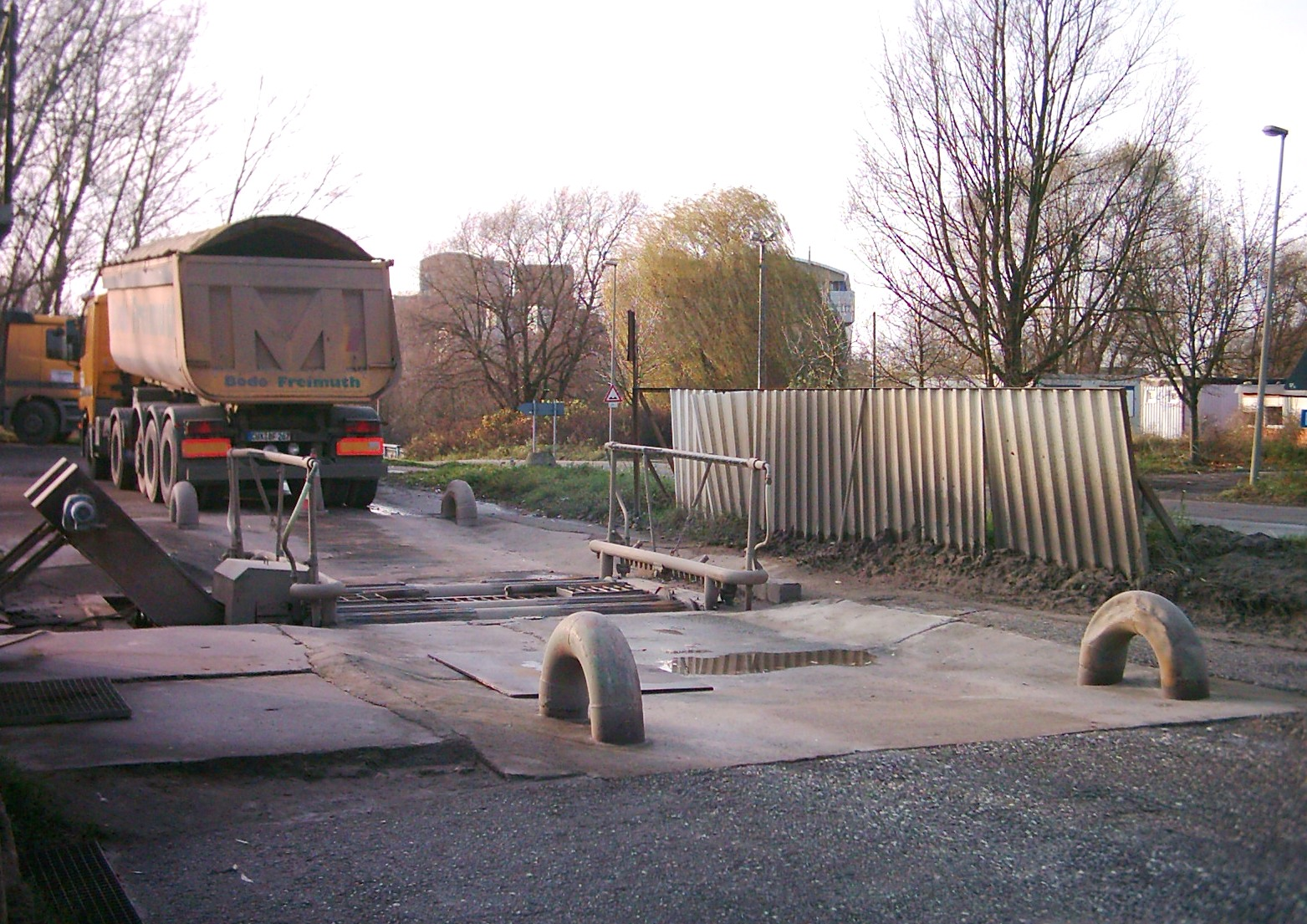
Reifenwaschanlage in Hamburg-Finkenwerder

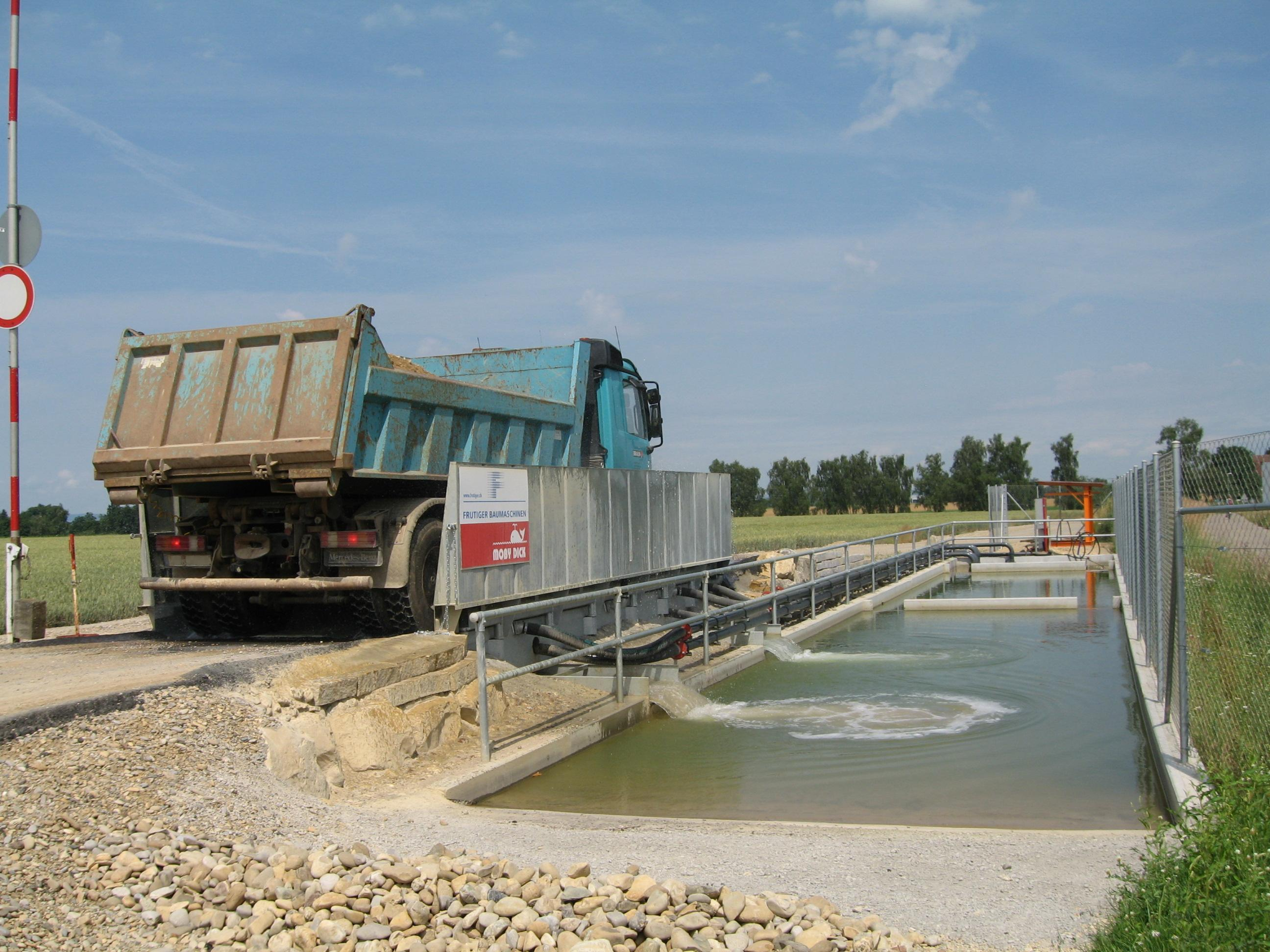
Durchfahranlage MobyDick Quick

Als Reifenwaschanlage wird eine Einrichtung zur Reinigung der LKW-Reifen beim Verlassen der Baustelle bezeichnet. Diese kann stationär im Boden eingelassen werden oder mobil auf der Erdoberfläche platziert werden. Es gibt zwei Typen von Reifenwaschanlagen: Rollen- und Durchfahranlagen.

## Rollen- und Durchfahranlagen
Bei den Rollenanlagen fährt der LKW auf die Anlage und platziert die Räder zwischen den Rollen. Durch einen Startbügel wird der Waschvorgang ausgelöst. Dabei wird das Rad automatisch gedreht und durch das Wasser, das aus vielen Düsen spritzt, gereinigt.
Der Vorteil einer Durchfahranlagen besteht darin, dass der LKW zur Reinigung nicht anhalten muss. Wenn der LKW die Lichtschranke an der Einfahrt passiert, wird der Waschvorgang ausgelöst. Während der langsamen Durchfahrt (Schrittgeschwindigkeit) werden Reifen und Chassis durch Wasser, welches aus vielen Düsen (Spritzbalken) spritzt, gereinigt. Der Waschbereich besteht in der Regel aus feuerverzinktem Gitterrost. Durch die Walkarbeit der Gitterroste öffnet sich das Profil der Reifen, und das spritzende Wasser reinigt diese. Die erste Durchfahranlage zur Reifenwäsche wurde nach eigener Angabe im Jahre 1998 in der Schweiz durch den Baumaschinenhersteller Frutiger entwickelt und findet heute weltweit Verwendung.
Zur Wasseraufbereitung wird der entfernte Schmutz in den Recyclingtank gespült. Nach dem Absetzen am Boden des Tanks kann dieser mit einem automatischen Kratzförderer ausgetragen oder mit einem Radlader ausgehoben werden. Zur Beschleunigung des Sedimentierungsvorganges können Flockungsmittel beitragen. Das vom Schmutz getrennte Waschwasser steht für den nächsten Waschvorgang bereit (Kreislauf).

## Weitere Verwendungsgebiete
Tagebau, Steinbrüche, Kiesgruben, Baustellen, Kohletagebau, Tongewinnung, Mineralienabbau, Sandgruben, Betonwerke, Baustoffwerke, Recycling, Mülldeponie, Fahrzeughersteller(Dichtigkeittests), Spezialsysteme als Desinfektionsanlagen für Schlachthöfe, Mastbetriebe und Tierkörperverwertungsanlagen.